# الکس پتیفر
الکس پتیفر (انگلیسی: Alex Pettyfer؛ زادهٔ ۱۰ آوریل ۱۹۹۰) یک هنرپیشه اهل بریتانیا است. وی از سال ۲۰۰۵ میلادی تا کنون مشغول فعالیت بوده‌است.
از فیلم‌ها یا برنامه‌های تلویزیونی که وی در آن نقش داشته‌است می‌توان به عشق بی‌پایان، من شماره چهار هستم، سر وقت، حیوان‌صفت، مجیک مایک، پیشخدمت اشاره کرد.

## فیلم شناسی
| سال  | فیلم                   | نقش                          | توضیحات |
| ---- | ---------------------- | ---------------------------- | ------- |
| ۲۰۰۵ | Tom Brown's Schooldays | Tom Brown                    | TV film |
| ۲۰۰۶ | Stormbreaker           | الکس رایدر                   |         |
| ۲۰۰۸ | کودک وحشی              | فردی کینگزلی                 |         |
| ۲۰۰۹ | Tormented              | بردلی وایت                   |         |
| ۲۰۱۱ | من شماره چهار هستم     | شماره ۴/جان اسمیت/دانیل جونز |         |
| ۲۰۱۱ | حیوان‌صفت               | کایل کینگستون/هانتر          |         |
| ۲۰۱۱ | در زمان                | فورتیس                       |         |
| ۲۰۱۲ | مجیک مایک              | آدام/"کودک"                  |         |
| ۲۰۱۳ | سرخدمتکار (فیلم ۲۰۱۳)  | توماس وستفال                 |         |
| ۲۰۱۴ | عشق بی‌پایان            | دیوید الیوت                  |         |
| ۲۰۱۶ | الویس و نیکسون         | جری اسچیلینگ                 |         |
| ۲۰۱۷ | آنها عجیب‌اند           | نیک                          |         |
| ۲۰۱۸ | جاده فرعی              | هارلی آلتیمر                 |         |
| ۲۰۱۸ | آخرین شاهد             | استفان آندروود               |         |
| ۲۰۲۴ | رئیس ایستگاه           | جان برانکا                   |         |